# Louis Bonnaire
Pour les articles homonymes, voir Bonnaire.
Ne doit pas être confondu avec Jean-Gérard Bonnaire.
Louis Bonnaire, né le 13 mars 1751 à Liesse-Notre-Dame, mort le 19 juin 1807 à Saint-Sauveur (Oise) (Oise), est un général de division de la Révolution française.

## États de service
Il sert dans les dragons sous l'Ancien Régime. Il devient officier de la garde nationale pendant la Révolution française, puis capitaine au 6e régiment de hussards en 1792. 
Il est fait général de brigade le 20 septembre 1793 à l'armée du Nord, puis est envoyé à l'armée de l'Ouest. Il est élevé au grade de général de division le 9 avril 1794. En Vendée, il commande la huitième des onze colonnes infernales de Louis Marie Turreau. Suspendu en juin 1795, il est réintégré quatre mois plus tard et continue de servir dans l'Ouest. Il est admis à la retraite en 1796.
Il meurt le 19 juin 1807, à Saint-Sauveur.